# Artocarpus gongshanensis
Artocarpus gongshanensis är en mullbärsväxtart som beskrevs av S.K. Wu, Cheng Yih Wu och S.S. Chang. Artocarpus gongshanensis ingår i släktet Artocarpus och familjen mullbärsväxter. Inga underarter finns listade i Catalogue of Life.